# دييغو جارسيا سايان
دييغو جارسيا سايان (من مواليد 2 أغسطس 1950) وزير العدل والشؤون الخارجية الأسبق في بيرو، وحتى وقت قريب كان قاضي في محكمة الدول الأمريكية لحقوق الإنسان. بعد أن ترأسه في الفترة من 2010 إلى 2012. في 15 أغسطس 2014 أعلنت حكومة بيرو رسميًا إطلاقها لترشيح الدكتور غارسيا سايان في انتخابات 2015 المقبلة لمنصب الأمين العام للمنظمة الأمريكية، وهو قرار ألغاه من جانب واحد من قبل المرشح نفسه في 1 أكتوبر 2014، نتيجة لما قال إنه افتقار الحكومة المذكورة إلى الدعم المناسب لتحقيق هذه الغاية.

## السيرة الشخصية
وُلد غارسيا سايان في بروكلين، نيويورك، وهو الابن الأصغر للدكتور إنريكي غارسيا سايان وزير الخارجية الأسبق لبيرو الذي ارتبط في عام 1946 مع الرئيس خوسيه لويس بوستامانتي إي ريفيرو بإطلاق ما يُطلق عليها "200 ميل بحري (370.4 كم) عقيدة إقليمية"، تلتزم بها وتطالب بها بنين والكونغو والإكوادور والسلفادور وليبيريا وبيرو والصومال. بعد انقلاب 1948 الذي أطاح بالحكومة المنتخبة دستوريًا للرئيس بوستامانتي، ذهب الدكتور غارسيا سايان إلى المنفى، وعمل مع الأمم المتحدة أولاً في نيويورك، ثم في جنيف، مما أدى بعد عام إلى ولادة ابنه دييغو. في الولايات المتحدة الأمريكية.